# 잉여류체
추상대수학에서 잉여류체(剩餘類體, 영어: residue (class) field)는 국소환을 그 극대 아이디얼로 나누어 얻는 체이다.

## 정의
가환 국소환 {\displaystyle R}은 정의에 따라 극대 아이디얼 {\displaystyle {\mathfrak {m}}}이 존재한다. {\displaystyle R}의 잉여류체는 체 {\displaystyle R/{\mathfrak {m}}}이다.
국소환 달린 공간 {\displaystyle X}의 점 {\displaystyle p\in X}에서의 잉여류체는 국소환 {\displaystyle X_{p}}의 잉여류체이다.

## 예
대수적으로 닫힌 체 {\displaystyle k}에 대한 1차원 아핀 스킴 {\displaystyle \operatorname {Spec} k[x]}의 점(소 아이디얼)은 {\displaystyle (x-a)} ({\displaystyle a\in k}) 또는 {\displaystyle (0)}다. 이 경우 잉여류체는 다음과 같다.
- {\displaystyle (x-a)}에서의 잉여류체는 {\displaystyle k[x]/(x-a)k[x]\cong k}이다.
- {\displaystyle (0)}에서의 잉여류체는 {\displaystyle k[x]_{(0)}\cong k(x)}이다.

## 참고 문헌
- Hartshorne, Robin (1977). 《Algebraic Geometry》. Graduate Texts in Mathematics (영어) 52. Springer. doi:10.1007/978-1-4757-3849-0. ISBN 978-0-387-90244-9. ISSN 0072-5285. MR 0463157. Zbl 0367.14001.